# Felice Beato
Felice Beato (Corfú, 1833 o 1834 - Florencia, 29 de enero de 1909), también conocido como Felix Beato, fue un fotógrafo británico de origen italiano. Fue uno de los primeros fotógrafos en captar imágenes en Extremo Oriente y uno de los primeros fotógrafos de guerra. También es famoso por sus escenas de género, retratos, fotografías de vistas y panoramas de la arquitectura y paisajes de Asia y de la región mediterránea.
Sus viajes a muchas tierras le dieron la oportunidad de crear imágenes poderosas y duraderas de diversos países, personas y eventos que no eran familiares para la mayoría de las personas en Europa y Norteamérica. Sus trabajos proveen imágenes de crucial importancia sobre la Rebelión de la India de 1857 y la Segunda Guerra del Opio, representando sus fotografías la primera obra sustancial de lo que se convertiría en el periodismo fotográfico. Su trabajo tuvo un impacto significativo en la fotografía de la época, y su influencia en Japón, donde trabajó con numerosos fotógrafos y artistas haciendo simultáneamente las veces de maestro debido a su experiencia, fue particularmente profunda y duradera.

## Orígenes e identidad
Sus orígenes e identidad han sido asuntos problemáticos, pero la confusión acerca de su fecha de nacimiento parece haberse aclarado sustancialmente. Basándose en la solicitud para un pasaporte que hizo en 1858, tuvo que haber nacido en 1833 o 1834 en la isla de Corfú. En la época en que nació, Corfú era parte del protectorado británico de las islas Jónicas, por lo tanto Beato sería también súbdito británico. Anteriormente, Corfú había sido una posesión veneciana hasta 1814 ― lo que explica que muchas fuentes se refieran a Beato como veneciano o italiano ―, cuando fue adquirida por el Reino Unido y posteriormente cedida a Grecia en 1864.
Debido a que supuestamente sacaba fotografías al mismo tiempo en lugares tan distantes como Egipto y Japón, se acepta ampliamente la idea de la existencia de varios fotógrafos que firmaban como Felice Antonio Beato o Felice A. Beato. Sin embargo, en 1983 se demostró que dichas denominaciones se referían colectivamente a él y a su hermano, Antonio Beato (que también era fotógrafo), quienes a veces trabajaban juntos, compartiendo una misma firma. La confusión acerca de las firmas continúa creando problemas en la identificación del fotógrafo que tomó ciertas imágenes.

## Mediterráneo, Crimea y la India

Interior del Palacio de Secundra Bagh después de la masacre de 2000 rebeldes efectuada por el 93.º de Highlanders y el 4.º Regimiento de Punjab.Fotografía tomada por Beato.

Poco se sabe acerca de su temprano desarrollo profesional, aunque se dice que compró su primera y única cámara en París en 1851. Probablemente haya conocido al fotógrafo británico James Robertson en Malta en 1850 y lo haya acompañado a Constantinopla al año siguiente. En 1853, comenzaron a fotografiar juntos, y en ese mismo año o en 1854, cuando Robertson abrió un estudio fotográfico en Pera, Constantinopla, formaron una sociedad comercial llamada Robertson & Beato. Ambos, acompañados de Antonio, realizaron expediciones fotográficas a Malta en 1854 o 1856 y a Grecia y Jerusalén en 1857. Una parte de las fotografías de la sociedad tomadas en la década de 1850 están firmadas como Robertson, Beato and Co., y se cree que ese "and Co." se refiere a Antonio.
A fines de 1854 o a comienzos de 1855, Robertson se casó con la hermana de los Beato, Leonilda María Matilda Beato. Tuvieron tres hijas, Catherine Grace (nacida en 1856), Edith Marcon Vergence (nacida en 1859) y Helen Beatruc (nacida en 1861).
En 1855, Beato y Robertson viajaron a Balaclava, Crimea, donde realizaron la cobertura de la Guerra de Crimea, continuando la tarea del fotógrafo inglés Roger Fenton que había dejado la zona. Fotografiaron también la caída de Sebastopol en septiembre de aquel año.
En febrero de 1858, llegó a Calcuta y comenzó a viajar por todo el norte de la India, documentando las consecuencias de la Rebelión de la India de 1857. Durante este tiempo, produjo las que posiblemente hayan sido las primeras imágenes de cadáveres en la historia. Se cree que por lo menos en una de sus fotografías tomadas en el palacio de Secundra Bagh, en Lucknow, desenterró o de alguna manera modificó restos esqueléticos de rebeldes indios para intensificar el impacto dramático de la fotografía. También estuvo en las ciudades de Delhi, Campore, Meerut, Benarés, Amritsar, Agra, Shimla y Lahore. Antonio, que se había unido a Felice en julio de 1858, abandonó la India probablemente por razones de salud en diciembre de 1859, y en 1860 viajó a Egipto, donde estableció un estudio fotográfico en 1862 en Tebas. En 1860, Felice abandonó la sociedad de Robertson & Beato, aunque Robertson siguió utilizando el nombre hasta 1867.

## China
Felice viajó desde la India a China para fotografiar la expedición militar anglo-francesa durante la Segunda Guerra del Opio. Llegó a Hong Kong en marzo e inmediatamente comenzó a fotografiar la ciudad y sus alrededores, llegando incluso a Cantón. Sus fotografías son de las primeras tomadas en China.
En Hong Kong conoció a Charles Wirgman, un artista y corresponsal del Illustrated London News. Ambos acompañaron a las fuerzas anglo-francesas viajando en dirección norte hacia la bahía de Talien, luego a Pehtang y a los fuertes de Taku en la desembocadura del Peiho, continuando hacia Pekín y al cercano Palacio de Verano. Las ilustraciones de Wirgman (y de otros) para el Illustrated London News a menudo derivaban de las fotografías de Beato tomadas en distintos puntos de esta ruta.

### Fuertes de Taku

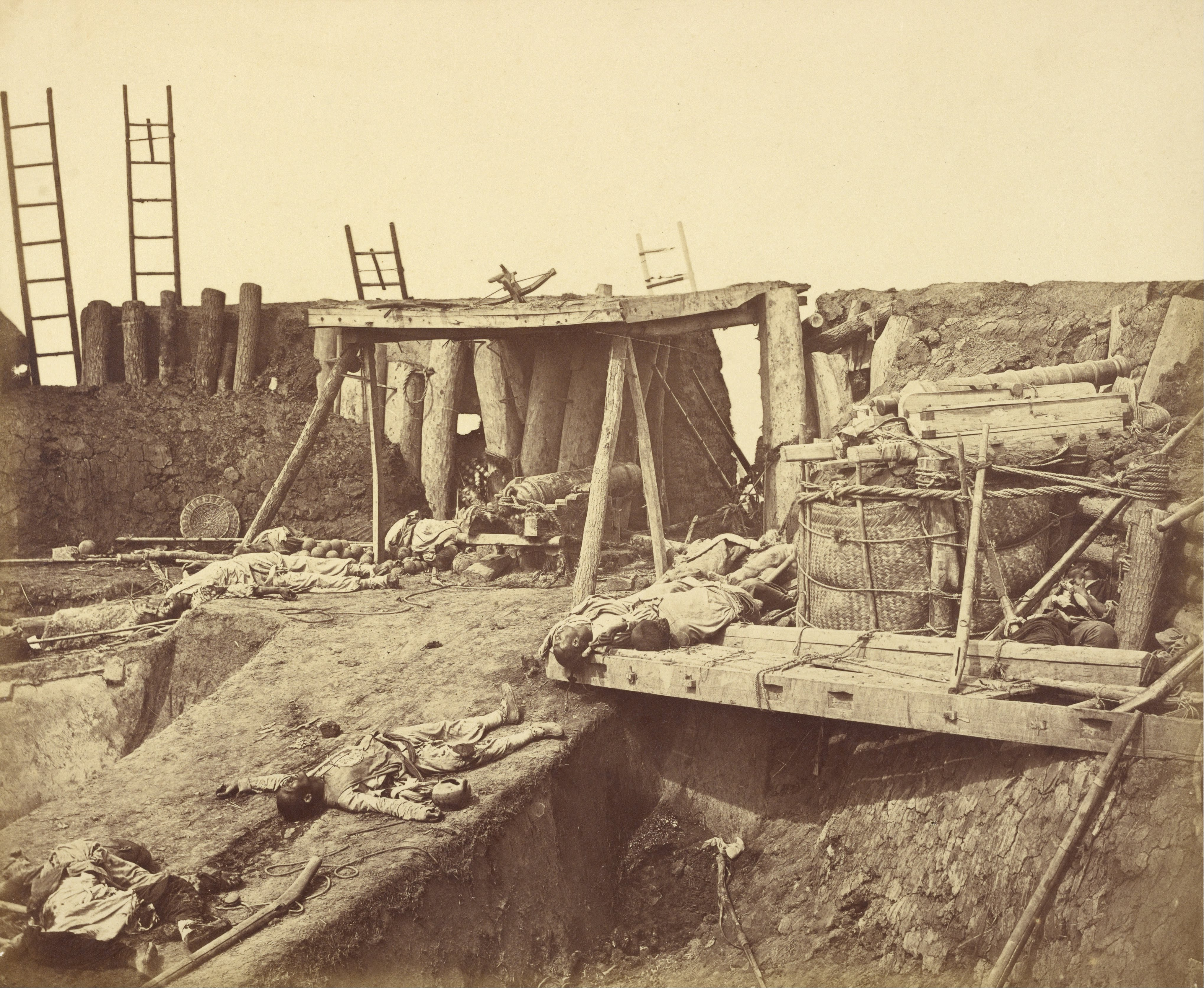
Ángulo interior del Fuerte Norte de Taku inmediatamente después de su captura, 21 de agosto de 1860. Fotografía de Beato.

Sus fotografías sobre la Segunda Guerra del Opio son las primeras en documentar una campaña militar conforme se desarrollaba. Esto lo hizo a través de una serie de imágenes fechadas y relacionadas. Sus fotografías de los fuertes de Taku representan esta aproximación en pequeña escala, formando una recreación narrativa de la batalla. La secuencia de fotografías muestra el acercamiento a los fuertes, los efectos de los bombardeos en las paredes exteriores y fortificaciones, y finalmente la devastación dentro de las edificaciones, incluyendo cuerpos sin vida de soldados chinos. Las imágenes no fueron tomadas en ese orden debido a que los fotógrafos debían hacer su trabajo antes de que se llevaran los cadáveres; solo entonces tuvo la posibilidad de capturar otras vistas del interior y el exterior de los fuertes. En el álbum donde están guardadas las fotografías de este suceso, aquellas están ubicadas de tal manera que recreen la secuencia de la batalla.
Las fotografías de chinos muertos ― jamás fotografió a británicos o franceses fallecidos ― y su manera de producirlas revelan los aspectos ideológicos del periodismo fotográfico. El doctor David F. Rennie, un miembro de la expedición, anotó en sus memorias:

Caminé alrededor de las murallas del lado oeste. Estaban densamente cubiertas de muertos ― en el ángulo noroeste treinta yacían en un grupo alrededor de un cañón. El señor Beato estaba allí con gran exaltación, caracterizando el grupo como “hermoso” y rogando que nadie interfiera hasta ser capturado por su cámara fotográfica, lo cual fue llevado a cabo unos minutos después….

Las fotografías resultantes son una poderosa representación del triunfo militar del poder imperialista británico, no consideradas menos por los compradores de las imágenes: soldados británicos, administradores coloniales, comerciantes y turistas. En el Reino Unido, las fotografías fueron utilizadas para justificar las Guerras del Opio y brindaron conocimiento al público sobre la cultura que existía en Extremo Oriente.

### Palacio de Verano

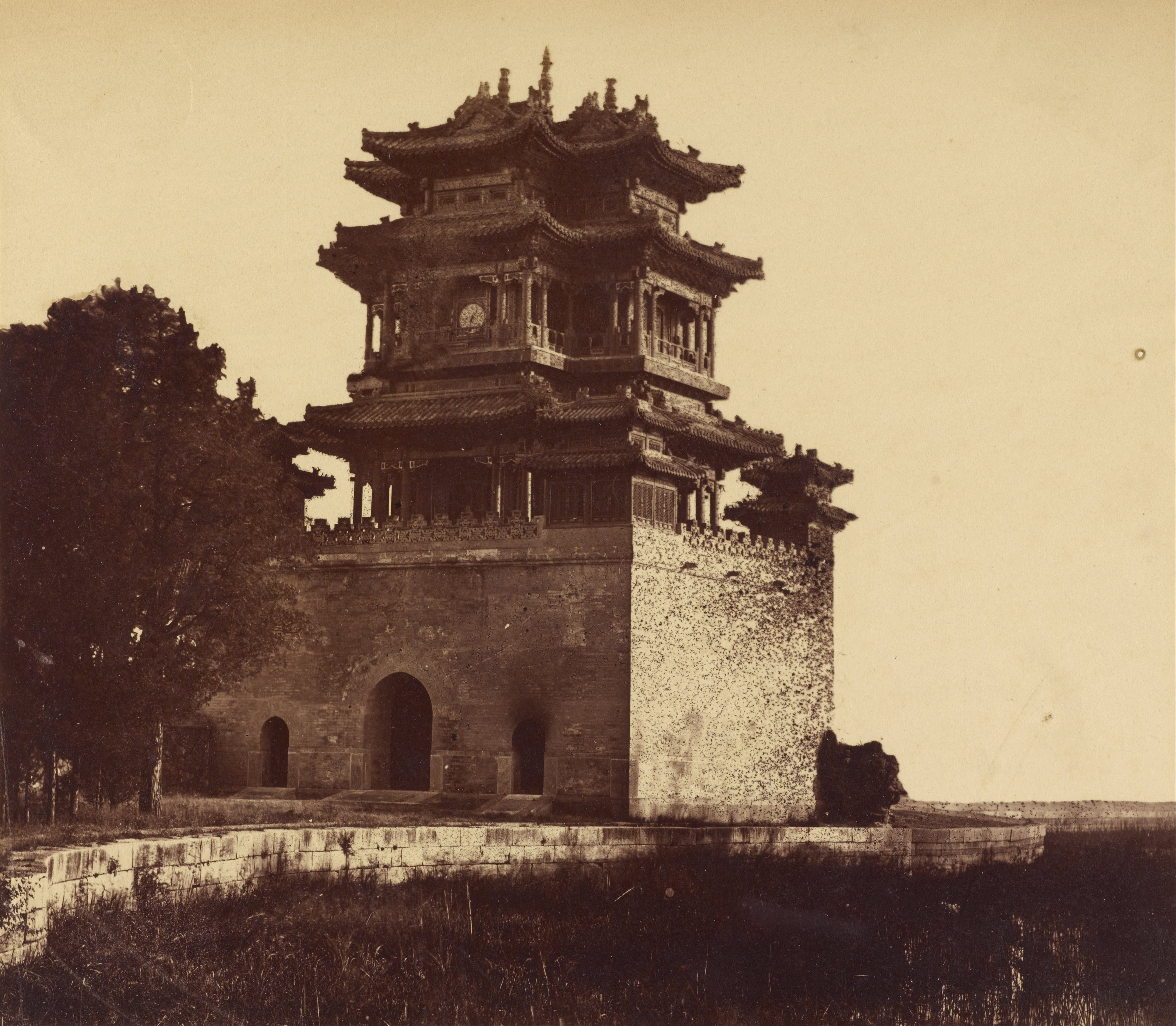
Estudio de la Prosperidad Literaria, Jardín de las Ondas Claras, antes de su destrucción.

En las cercanías de Pekín, tomó fotografías en el Palacio de Verano, Qingyi Yuan (Jardín de las Ondas Claras), una finca privada del Emperador chino, que comprendía pabellones palaciegos, templos, un gran lago artificial y jardines. Algunas de estas fotografías, tomadas entre el 6 y el 18 de octubre de 1860, captaron imágenes únicas de edificios que fueron saqueados por las fuerzas anglo-francesas a partir de esa primera fecha. El 18 y 19 del mismo mes, el palacio fue quemado según las órdenes de James Bruce, 8º Duque de Elgin y 12º Duque de Kincardine, como represalia contra el emperador, por la tortura y asesinato de veinte miembros de un grupo diplomático aliado. Entre las últimas fotografías que tomó en China, había retratos de Lord Elgin, que había viajado a la capital china para firmar la Convención de Pekín, y del Príncipe Gong, que firmó en nombre de su hermano, el Emperador Xianfeng.

## Reino Unido
Regresó a Inglaterra en noviembre de 1861 y durante el invierno vendió cuatrocientas de sus fotos de la India y China a Henry Hering, un fotógrafo de retratos londinense, quien las duplicó y revendió. Cuando se pusieron a la venta por primera vez se ofrecieron a 7 chelines cada imagen. La serie completa de fotografías de la India fue valorada en £54,8 y la de China, en £37,8. Sabiendo que para 1867, el ingreso per cápita promedio en Inglaterra y Gales era de unas £32 por año, es posible hacerse una idea del precio de las fotografías.

## Japón
Hacia 1863, el fotógrafo se había trasladado a Yokohama, Japón, uniéndose a Charles Wirgman, que se encontraba en el país desde 1861. Los dos formaron una sociedad comercial llamada Beato & Wirgman, Artists and Photographers, la cual se mantuvo entre los años 1864 y 1867. Wirgman produjo nuevamente ilustraciones derivadas de fotografías tomadas por Felice, mientras que este fotografió algunos de los bocetos y trabajos del primero. Sus fotografías de Japón incluyen retratos, paisajes, vistas de ciudades y una serie de imágenes que documentan diferentes lugares a lo largo del Tōkaidō, esta última serie hace recordar las pinturas ukiyo-e de Hiroshige y Hokusai. Esta era una época significativa para fotografiar en Japón debido a que el acceso y movimientos de los extranjeros estaba muy restringido por el Shogunato. Sus fotografías se destacan no solo por su alta calidad, sino también por su rareza como por ejemplo vistas fotográficas del período Edo.

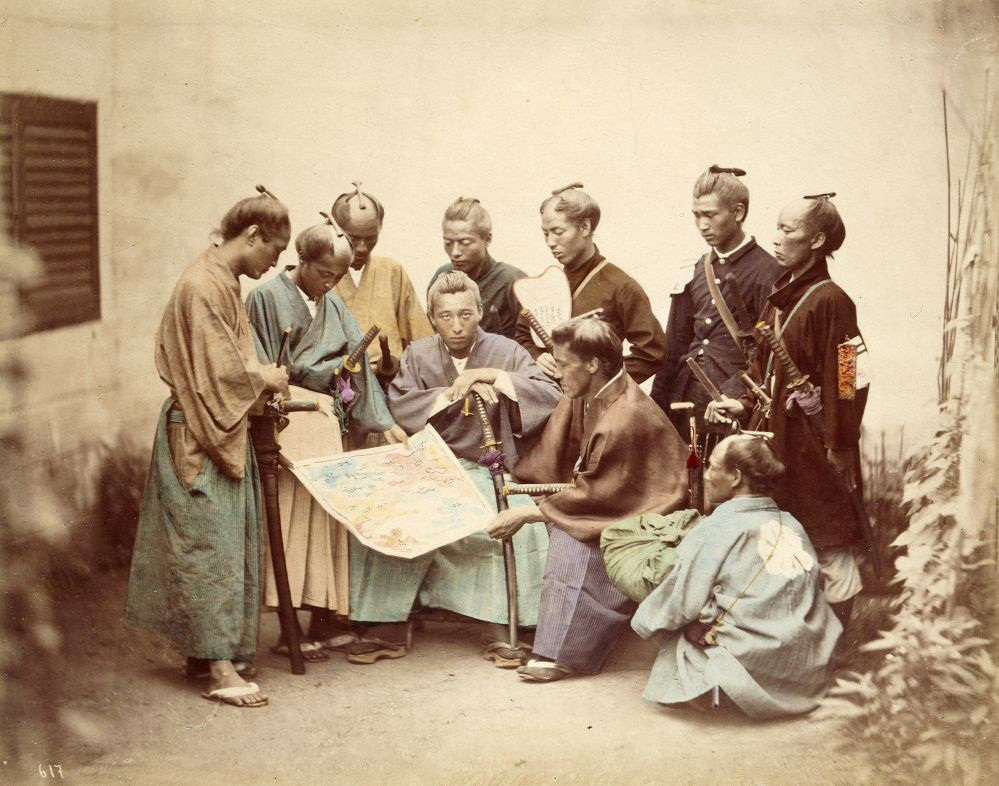
Samuráis del clan Satsuma, durante el período de la guerra Boshin (1868-1869).

Su trabajo en Japón fue una tarea muy activa. En septiembre de 1864, fue el fotógrafo oficial de la expedición militar a Shimonoseki. Al año siguiente produjo imágenes de Nagasaki y sus alrededores. Desde 1866, fue a menudo caricaturizado (no ofensivamente) en el Japan Punch, el cual había sido fundado y era editado por Wirgman. En octubre de 1866, en un incendio que destruyó gran parte de Yokohama, Beato perdió su estudio y sus negativos; pasó los dos años siguientes trabajando vigorosamente para poder reemplazar las pérdidas. El resultado fue dos volúmenes de fotografías: Native Types, el cual contenía 100 imágenes, y Vistas de Japón, conformado por 98 paisajes y vistas de ciudades. Muchas de las fotografías fueron coloreadas a mano, una técnica exitosamente aplicada en su estudio, que trasladó las refinadas habilidades del arte japonés en la acuarela y la impresión a partir de sellos de madera a la fotografía europea. Desde 1869 a 1877, ya no siendo más socio comercial de Wirgman, tuvo su propio estudio en Yokohama, el cual se llamaba F. Beato & Co., Photographers, con un asistente, H. Woolett, cuatro fotógrafos japoneses y cuatro artistas de la misma nacionalidad. Kusakabe Kimbei fue probablemente uno de los artistas que trabajaba para él antes de convertirse en un fotógrafo por derecho propio. Trabajó también junto a Ueno Hikoma y otros, y posiblemente haya enseñado el arte de la fotografía a Raimund von Stillfried.

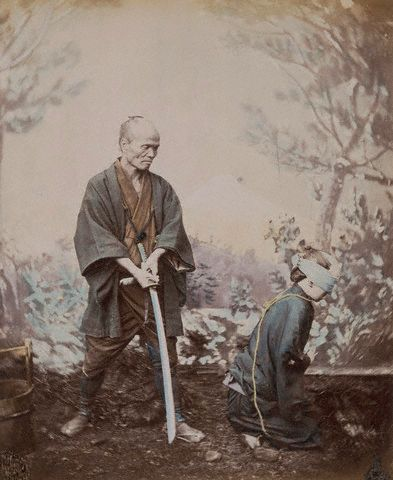
Fotografía de una ejecución en Japón.

En 1871, sirvió como fotógrafo oficial en una expedición naval estadounidense a Corea comandada por el almirante Christopher Rodgers. Sus imágenes en esta expedición son las primeras fotografías confirmadas de aquel país y sus habitantes.
En Japón, no confinó sus actividades a la fotografía, sino que también participó en varios negocios. Poseía tierras y varios estudios, era asesor de propiedades, tenía un interés financiero en el Gran Hotel de Yokohama, y era comerciante de alfombras importadas y bolsos de mujer, entre otras cosas. Apareció en la corte en varias ocasiones, participando como demandante, acusado y testigo. El 6 de agosto de 1873 fue designado Cónsul General de Grecia en Japón, un hecho que posiblemente apoya la idea de que era originario de la isla de Corfú.
En 1877, vendió la mayoría de su capital a la compañía Stillfried & Andersen, la cual se instaló poco después en su estudio. Después de dicha venta, se retiró aparentemente de la fotografía durante algunos años, concentrándose en su carrera paralela como especulador financiero y comerciante. El 29 de noviembre de 1884 dejó Japón con destino a Puerto Saíd, Egipto. Se publicó en un diario japonés que había perdido todo su dinero en el mercado de la plata de Yokohama.

## Últimos años

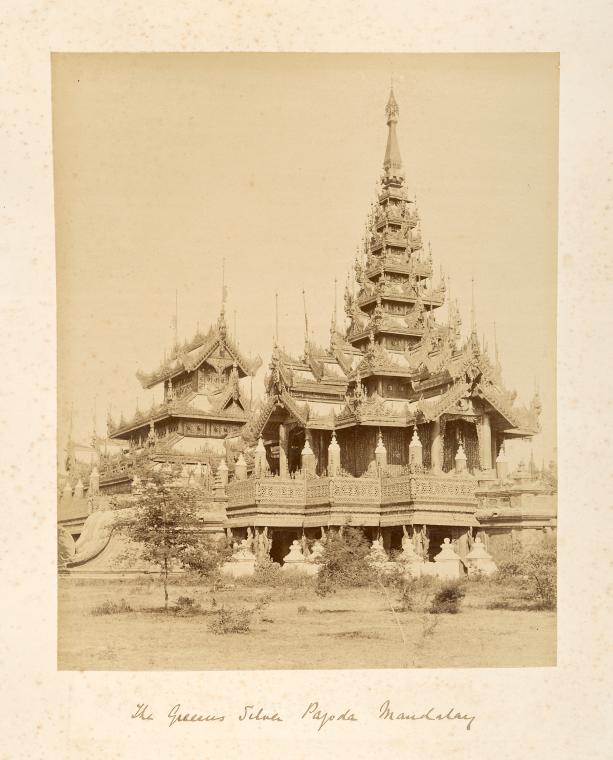
Pagoda de Plata de la Reina, Mandalay, c. 1889.

Desde 1884 a 1885, fue el fotógrafo oficial de las fuerzas expedicionarias lideradas por el Barón (posteriormente Vizconde) G. J. Wolseley en Jartum, Sudán, en auxilio del general Charles Gordon. Ninguna de las fotografías que tomó en Sudán sobrevivió, según se sabe.
De regreso en Inglaterra, en 1886, dio clases en la London and Provincial Photographic Society sobre técnicas fotográficas. Para 1888 estaba fotografiando en Asia de nuevo, esta vez en Birmania, donde desde 1896 manejó un estudio llamado The Photographic Studio, así como también un comercio de muebles en Mandalay, con una sucursal en Rangún. La información sobre sus últimos años es tan básica como la de sus primeros años; tal vez (o tal vez no) haya estado trabajando después de 1899, pero un junio de 1907 su compañía, F. Beato Ltd., fue a liquidación y se dice que murió poco después de eso.

## Beato y la fotografía
Las fotografías del siglo XIX a menudo muestran las limitaciones de la tecnología utilizada en aquella época. Aun así, Beato consiguió trabajar con éxito superando esas limitaciones. Produjo predominantemente imágenes utilizando el proceso de colodión húmedo y placas de cristal. Más allá de las consideraciones estéticas, el largo tiempo de exposición necesario en este proceso como parte de un procedimiento poco sencillo, fue un estímulo adicional que le permitió encuadrar y ubicar sus fotografías cuidadosamente. Aparte de los retratos, a menudo fotografiaba a gente de los lugares que visitaba de tal manera que realzaba los aspectos arquitectónicos y topográficos de sus imágenes; por otro lado las personas (y otros objetos que se mueven) a veces se desdibujaban o desaparecían totalmente durante las largas exposiciones. Dichas imágenes poco nítidas aparecían comúnmente en las fotografías del siglo XIX.
Como otros fotógrafos comerciales del siglo XIX, a menudo hacía copias de sus fotografías originales. La imagen original habría sido sujetada a una superficie y luego fotografiada, produciendo un segundo negativo del cual podrían obtenerse copias. Los alfileres utilizados para mantener las fotografías sujetas en su lugar son a veces visibles en las copias. A pesar de las limitaciones de este método, incluyendo la pérdida de detalles y la degradación de otros elementos de la imagen, era una manera efectiva y económica de duplicar fotografías.
Beato perfeccionó y fue pionero en las técnicas de coloreado a mano en fotografía y en la toma de panoramas. Posiblemente empezó a dar color a sus fotografías según la sugerencia de Wirgman o tal vez hubiese visto imágenes que habían sido coloreadas con este método por Charles Parker y William Parke Andrew. Fuese cual fuese su fuente de inspiración, sus paisajes coloreados son delicados y naturalistas, y sus retratos coloreados, aunque con tonalidades más fuertes que sus paisajes, también son excelentes. Así como en las imágenes con color, también trabajó en una amplia gama de temas. A lo largo de su carrera, su trabajo estuvo marcado por panoramas espectaculares que produjo cuidadosamente al hacer varias exposiciones contiguas de una escena, juntando posteriormente las imágenes en una única impresión, creando de esta manera vistas extendidas. La versión completa de su panorama de Pehtang comprende nueve fotografías unidas de manera tal que las junturas se notan muy poco, en una longitud de más de 2,5 metros.

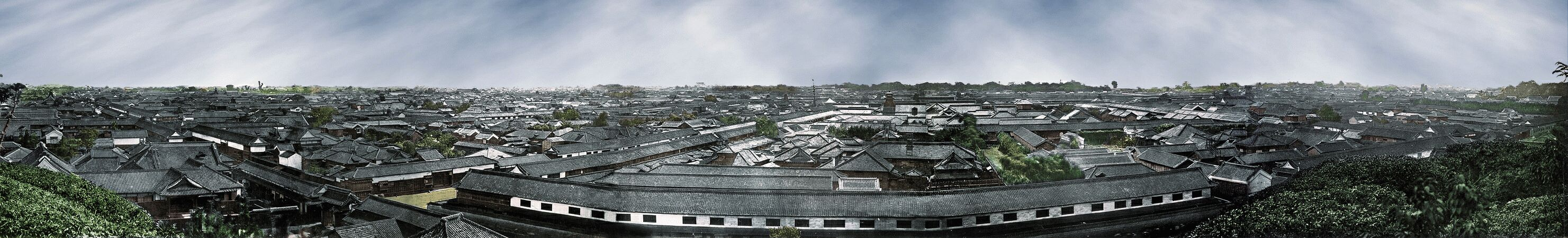
Panorama de Edo (hoy Tokio), 1865 o 1866. Cinco fotografías unidas forman el panorama.

En tanto que las firmas que compartía con su hermano son fuente de confusión en cuanto a si atribuirle ciertas fotografías a Felice o no, existen dificultades adicionales en esta tarea. Cuando la compañía Stillfried & Andersen le compró su empresa, siguió la práctica común del siglo XIX entre los fotógrafos comerciales de revender las fotografías producidas por otros bajo su propio nombre. Ellos (y otros) alteraron las imágenes adhiriendo números, nombres y otras inscripciones asociadas con su casa comercial en el negativo, las fotografías o en los marcos. Para muchas de las imágenes que no tenían color, Stillfried & Andersen produjo versiones que sí lo tenían. Todos estos factores han causado que algunas de las fotografías de Beato hayan sido frecuentemente atribuidas a Stillfried & Andersen. Afortunadamente, el fotógrafo habría hecho anotaciones, ya sea con grafito o  tinta, en el reverso de muchas de sus fotografías. Incluso después de que dichas imágenes fueran enmarcadas, las notas podían verse a menudo a través del frente de la imagen y ser leídas con el uso de un espejo, lo cual ayudaba a la identificación del tema de la imagen, proveyendo a veces fechas. Las notas constituyen un método de identificación que lo confirman como el creador de muchas imágenes.

## Fotografías notables
Las fotografías están mencionadas con el título que Beato u otros de su época les dieron, seguida de una descripción y la fecha.
- Cuatro fotografías de Beato en Vintage Works.
- . Vista de las ruinas del Palacio de Sikandarbagh mostrando los resto esqueléticos de rebeldes en primer plano, Lucknow, India, 1858
- Chutter Manzil Palace, with the King's Boat in the Shape of a Fish. Vista de uno de los Chattar Manzil mostrando el barco del rey, cuyo nombre en inglés es The Royal Boat of Oude, sobre el río Gomti. Lucknow, India, 1858 - 1860
- Interior of Angle of North Fort Immediately after Its Capture, 21st August, 1860 Archivado el 15 de diciembre de 2005 en Wayback Machine.. Vista parcial de las ruinas del Fuerte Norte de Taku, mostrando soldados muertos, Taku (hoy Dagu), cerca de Tientsin (hoy Tianjin), China, 1860
- North and East Corner of the Wall of Pekin. Panorama de la esquina noreste de la atalaya, paredes y Dongzhimen del Ciudad Interior de Pekín, Pekín, China, 1860
- Portrait of Prince Kung, Brother of the Emperor of China; who Signed the Treaty, 1860. Retrato del príncipe Yixin (también conocido como príncipe Gong), hijo de Daoguang, emperador de China, sentado en un sillón, Pekín, China, 1860
- . Panorama de Edo (hoy Tokio) mostrando la residencia de los Daimyō, Japón, 1865 o 1866
- . Vista del  Daibutsu (Gran Buda), Templo Kotokuin, Kamakura, Japón, década de 1860
- Scene Along the Tokaido Archivado el 24 de noviembre de 2005 en Wayback Machine.. Vista de casas y personas en Tokaido, Japón, 1867 - 1868
- The Ford at Sakawa-Nagawa. Personas en un vado de un río, Japón, 1863 - 1885
- The Shimabara-han Fief Second Residence. Vista parcial de la residencia de la familia Shimazu en Takanawa, Edo (hoy Tokio), Japón, 1867
- Woman Using Cosmetic. Imagen de una mujer usando cosméticos, Japón, 1863 – 1885